# قرنفل ملتحي البتلات
القرنفل ملتحي البتلات (باللاتينية: Dianthus pogonopetalus) نوع نباتي من جنس القرنفل من الفصيلة القرنفلية.